# Illigera cordata
Illigera cordata là một loài thực vật có hoa trong họ Hernandiaceae. Loài này được Dunn miêu tả khoa học đầu tiên năm 1908.